# あいちの伝統野菜

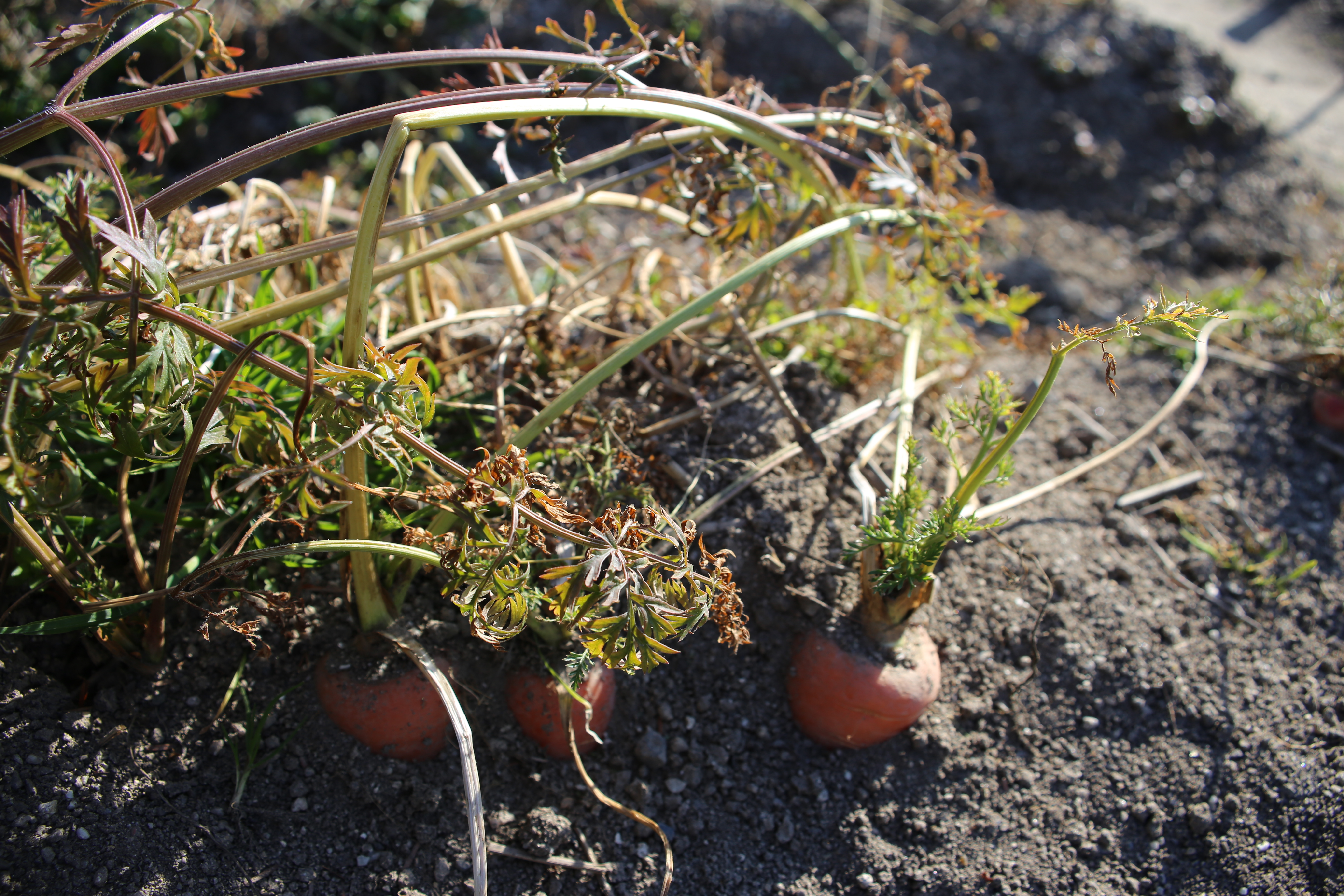
八事五寸にんじん

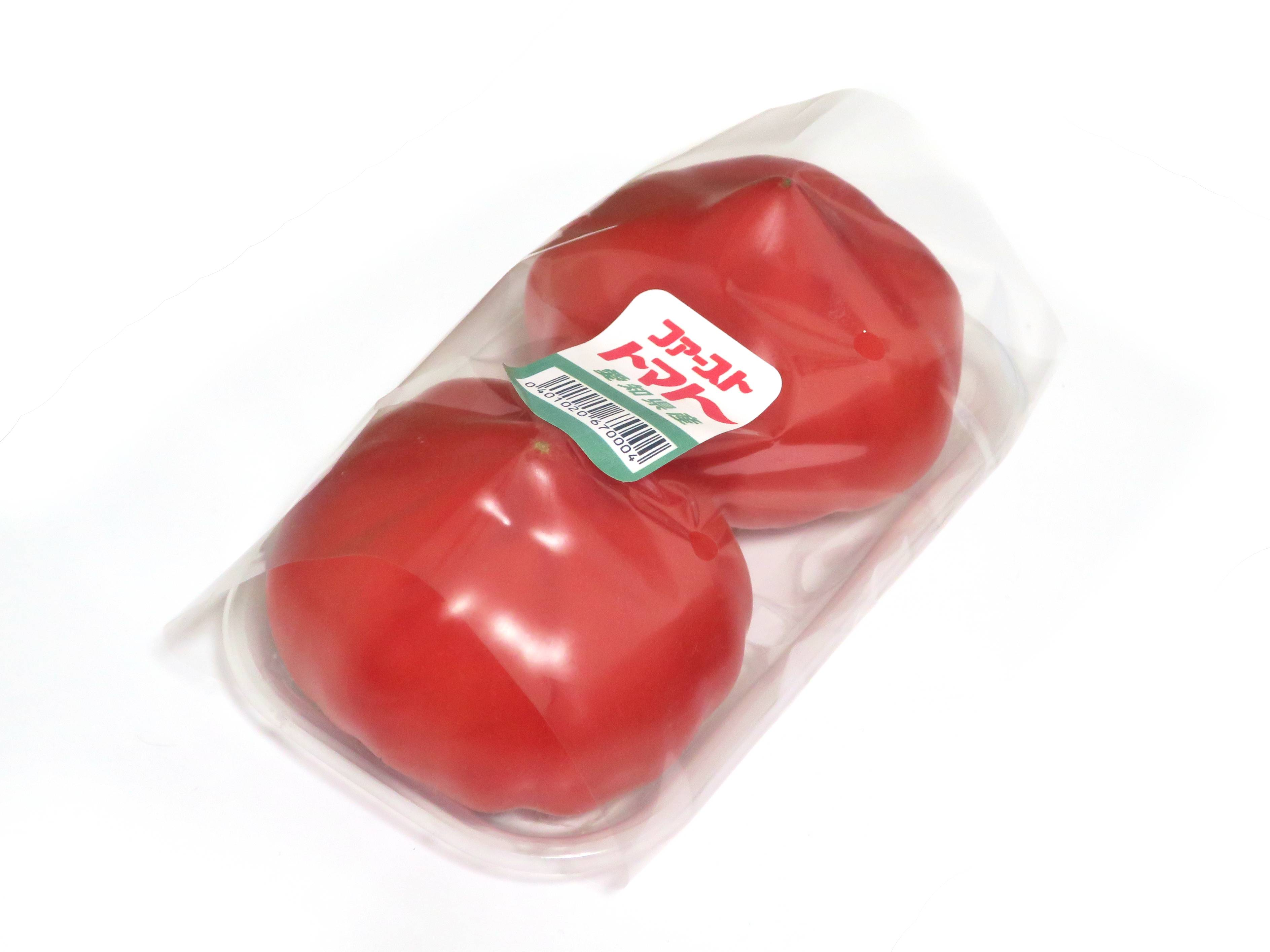
ファーストトマト

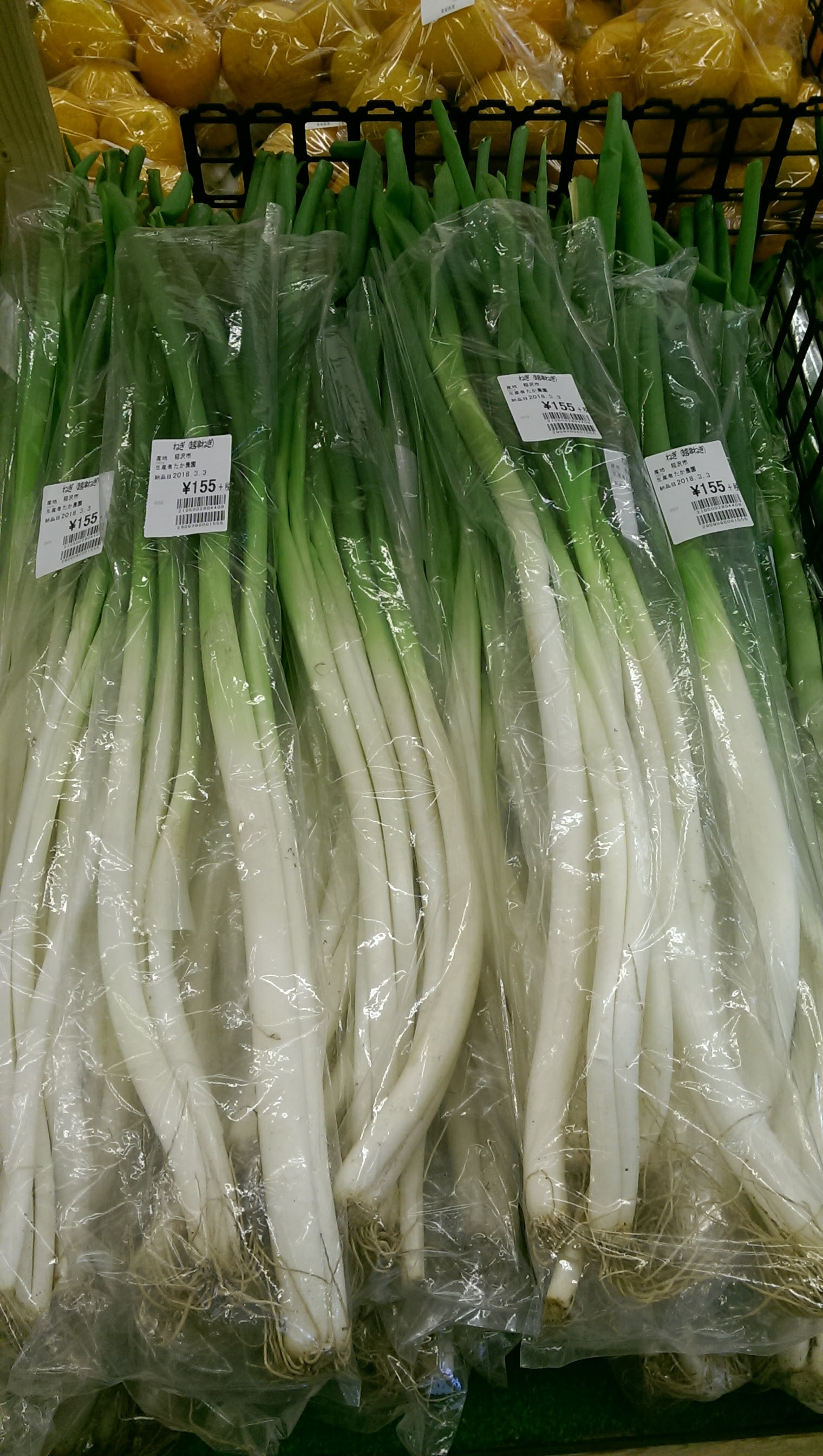
越津ねぎ

あいちの伝統野菜（あいちのでんとうやさい）は、愛知県が選定した当地において栽培されている伝統野菜である。

## 定義
選定にあたって、昭和30年頃(選定時2002年から50年前)には既に栽培が行われていたこと、名称が地名や人名にちなむなど愛知県に関係していること、種や苗が現存していること、種や生産物が入手可能であることの4つの定義を設定しており、その定義に当てはまった35品種が認定された。
種は保存されていたが生産されていなかった「土田かぼちゃ」と「徳重だいこん」の生産が再開されて、2023年3月に追加選定。認定品種は37品目になった。

## 一覧
ダイコン
- 宮重大根 - 清須市
- 方領大根 - あま市
- 守口大根 - 丹羽郡扶桑町
- 徳重だいこん - 名古屋市

ニンジン
- 八事五寸にんじん - 名古屋市
- 碧南鮮紅五寸にんじん - 碧南市
- 木之山五寸にんじん - 大府市

サトイモ
- 八名丸さといも - 新城市

ナス
- 愛知本長なす - あま市
- 天狗なす - 設楽町・東栄町・豊根村

キュウリ
- 青大きゅうり - 尾張地域

トマト
- ファーストトマト - 豊橋市・豊川市・渥美地域

カボチャ
- 愛知縮緬かぼちゃ - 海部郡大治町・大府市
- 土田かぼちゃ - 清須市

メロン
- 渥美アールスメロン - 渥美地域

マクワウリ
- 落瓜 - 江南市
- 金俵 - 江南市周辺・安城市

カリモリ
- かりもり（堅瓜） - 清須市・大口町
- 早生かりもり - 尾張地域・刈谷市・碧南市

トウガン
- 早生とうがん - 安城市ほか

ハクサイ
- 野崎2号 - 名古屋市・尾張地域

キャベツ
- 野崎中生 - 愛知県全域
- 愛知大晩生 - 名古屋市

菜類
- 餅菜（正月菜） - 尾張地域
- 大高菜 - 名古屋市
- まつな - あま市

ホウレンソウ
- 治郎丸 - 稲沢市

タマネギ
- 愛知白早生 - 東海市
- 知多3号 - 大府市・知多郡南知多町
- 養父早生（知多早生） - 東海市・知多市

ネギ
- 越津ねぎ - 尾張地域
- 法性寺ねぎ - 岡崎市

フキ
- 愛知早生 - 知多地域・稲沢市・愛西市

エンドウ
- 渥美白花絹莢えんどう - 渥美地域

ササゲ
- 十六ささげ - 愛西市・稲沢市
- 姫ささげ - 尾張地域

千石豆（ふじまめ）
- 白花千石 - あま市